# Église Saint-Nicolas d'Überlingen
La basilique Saint-Nicolas est la principale église d'Überlingen, sur le  lac de Constance. Il s'agit d'une basilique à quintuple nef construite entre 1350 et 1576 dans le style gothique tardif. Cette église est la plus grande de style gothique tardif sur le lac de Constance. Son ornementation est marquée par un maître-autel de Jörg Zürn de style maniériste (1613-1616). L'église, et en particulier la haute tour nord, est un condensé de l'histoire d'Überlingen. La place en forme de demi-cercle au nord de l'église était avant 1530 un cimetière. La mairie de la ville, de style gothique tardif, se situe au sud de l'église.

## Historique de la construction

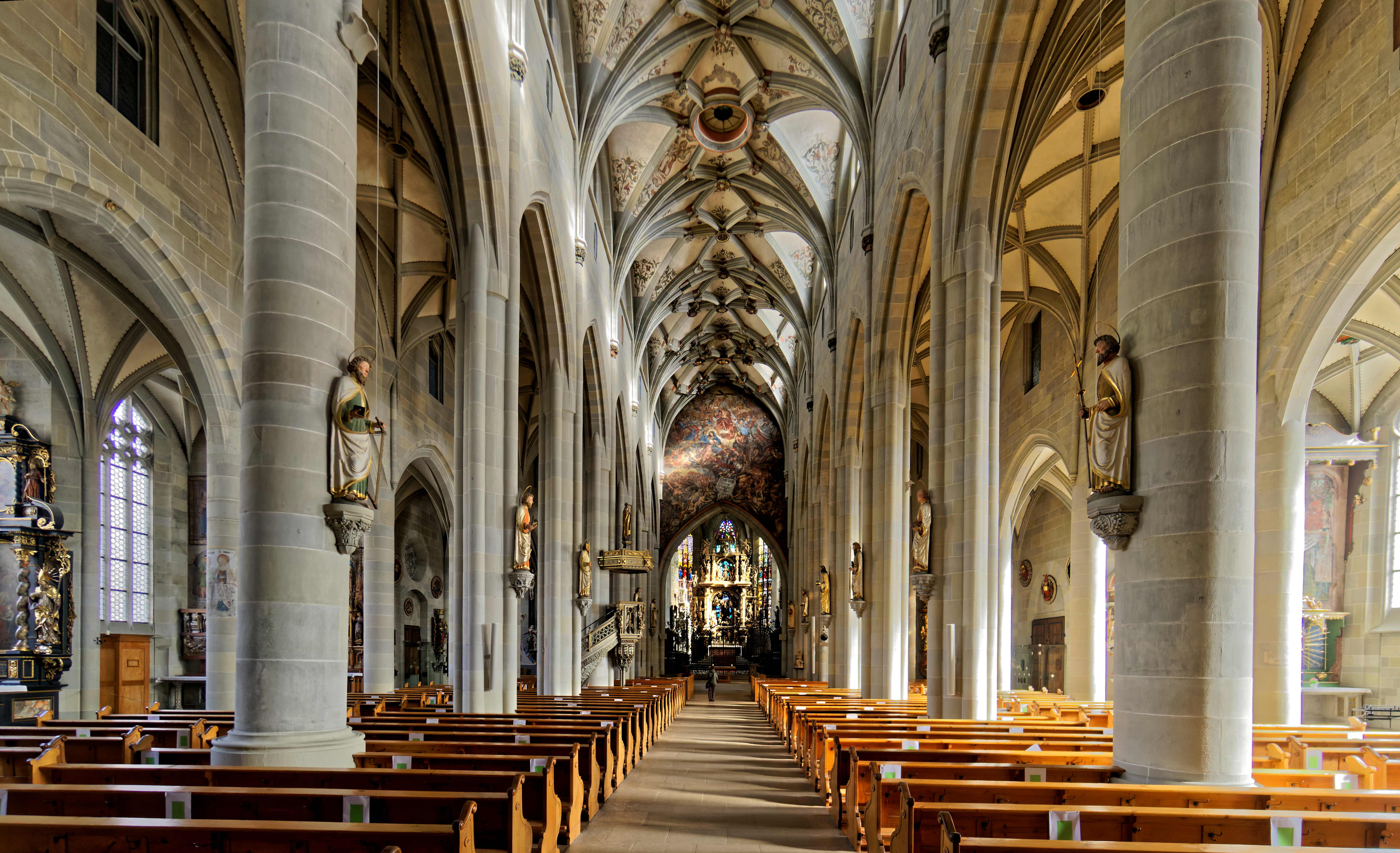
Vue intérieure depuis la nef vers le chœur de l'église Saint-Nicolas d'Überlingen.

La ville d'Überlingen possédait déjà vraisemblablement vers l'an 1000 une église à nef unique. Au XIIe siècle, elle fut remplacée par une basilique plus grande et munie de trois nefs. Les deux constructions devaient être de style roman.
Vers 1350, l'architecte Eberhard Rab entreprit la construction d'un nouveau chœur de style gothique. La raison essentielle de cet élargissement était la promotion de l'église au rang d'église paroissiale. Auparavant, c'était l'église Saint-Michel, à l'extérieur de la ville, qui remplissait cet office. Pour l'agrandissement, des matériaux provenant de démolitions des possessions des Juifs d'Überlingen en 1349 furent utilisées. La longue nef fut même reconstruite et bénie le 16 avril 1408 par l'évêque Hermann de Constance. À la même époque, les deux tours furent construites. L'édification de la tour sud fut interrompue en 1420 et ne fut jamais terminée. La tour nord, quant à elle, fut terminée en 1576 et n'a pas changé pas depuis.
Alors que la ville s'enrichissait au XIVe siècle, une reconstruction de la longue nef fut de nouveau entreprise en 1424. L'abbaye de Salem voisine avait également terminé la construction de la cathédrale de Salem ; Überlingen entreprit également — en partie sous la direction des mêmes architectes — la transformation de l'église afin qu'elle ait trois nefs, auxquelles furent encore ajoutées par la suite deux nefs supplémentaires. Vers 1470, l'église fut encore agrandie par l'ajout de chapelles latérales entre les contreforts. Le dernier agrandissement fut la transformation en basilique en 1512, prenant en cela exemple sur la cathédrale d'Ulm. Pour cela, la nef centrale fut agrandie vers le haut et des claires-voies ainsi que des voûtes d'arête furent ajoutées. En 1563, l'église avait la forme qu'elle conserve aujourd'hui.